# Richard Dahl
Richard Dahl (* 5. August 1933 in Landskrona; † 8. August 2007) war ein schwedischer Leichtathlet. Er wurde 1958 Europameister im Hochsprung.
Der schwedische Hochsprungrekord stand vor der Saison 1958 bei 2,11 Meter, die der Europameister Bengt Nilsson im September 1954 gesprungen war. Der Weltrekord des Russen Juri Stepanow stand seit 1957 bei 2,16 Meter.
Bei den Europameisterschaften 1958 in Stockholm galt Stepanow als Favorit, der Schwede Stig Pettersson galt als Mitfavorit. Im Finale steigerte sich Dahl, der mit einer Bestleistung von 2,08 angetreten war, auf den neuen schwedischen Rekord von 2,12 Meter. Er gewann den Wettbewerb vor dem Tschechoslowaken Jiří Lanský und seinem Landsmann Pettersson, der Weltrekordler Stepanow wurde nur Sechster. Lanský hatte vier Jahre zuvor ebenfalls Silber hinter Nilsson gewonnen. 
Als einziger schwedischer Sieger bei den Europameisterschaften in Stockholm wurde Dahl 1958 mit der Svenska-Dagbladet-Goldmedaille ausgezeichnet.
Nach seiner Karriere wurde Richard Dahl Sportjournalist.